# Eric R. Pianka
Eric R. Pianka (ur. 23 stycznia 1939 w hrabstwie Siskiyou, Kalifornia, zm. 12 września 2022 w hrabstwie Blanco) – amerykański biolog (zoolog, ekolog ewolucyjny) związany z Uniwersytetem Teksańskim w Austin, autor książki Evolutionary Ecology uważanej za klasyczną pozycję prezentującą powiązania ewolucjonizmu z ekologią, wydanej po raz pierwszy na początku lat 70. XX wieku, a następnie wielokrotnie tłumaczonej na języki obce (grecki, japoński, polski, rosyjski, hiszpański) i wznawianej.

## Życiorys
Już w wieku kilku lat interesował się jaszczurkami i ślimakami. W kwietniu 1952 roku uczestniczył, jako Boy Scout, w nocnej wędrówce, w czasie której chłopcy ulegli fascynacji pokazami sztucznych ogni, widocznymi z dala nad miastem. Dwaj bracia Piankowie rozpoczęli wkrótce na własnym podwórku eksperymenty z bazooką, co skończyło się trwałymi okaleczeniami ręki i nogi 13-letniego Erica.
Ukończył Carleton College w roku 1960, po czym odbył studia doktoranckie na Uniwersytecie Waszyngtońskim w Seattle i wykonywał badania na Uniwersytecie Australii Zachodniej. Habilitację uzyskał pracując z Robertem MacArthurem na Uniwersytecie Princeton w latach 1966–1968. Od roku 1968 do emerytury w 2020 był profesorem ekologii ewolucyjnej na Uniwersytecie Teksańskim w Austin. W okresie ponad 45 lat działalności akademickiej opublikował 18 własnych książek (w tym klasyczny podręcznik Evolutionary Ecology oraz autobiografia), rozdziały w książkach pisanych zespołowo, co najmniej 200 artykułów naukowych. Wygłosił setki wykładów i referatów plenarnych w głównych instytucjach akademickich na świecie.

## Publikacje
Zamieszczony poniżej wykaz publikacji (autorstwo i współautorstwo) jest wyborem dokonanym przez autora, zamieszczonym na jego stronie internetowej (Eric Pianka, Denton A. Cooley Centennial Professor, Section of Integrative Biology U.T.Austin) z nazwiskami współautorów:

- 1994 – The Lizard Man Speaks, University of Texas Press, Austin,
- 1994 – Lizard Ecology: Historical and Experimental Perspectives, Princeton University Press,
- 2000 – Evolutionary Ecology (6 wydanie), Benjamin-Cummings, Addison-Wesley-Longman. San Francisco,
- 2001 – How often do lizards "run on empty?" Ecology 82: 1-7,
- 2001 – Allometry of clutch and neonate sizes in monitor lizards (Varanidae: Varanus), Copeia 2001: 443-458,
- 2001 – Food web laws or niche theory? six independent empirical tests, American Naturalist 158: 193-199,
- 2002 – A general review of zoological trends during the 20th century, A. Legakis, S. Sfenthourakis, R. Polymeni, and M. Thessalou-Legaki, eds. Proc. 18th International Congress of Zoology, pp. 3–13,
- 2003 – Lizards: Windows to the Evolution of Diversity, University of California Press, Berkeley,
- 2003 – History and the global ecology of squamate reptiles, American Naturalist 162: 44-60,
- 2003 – Assessing biodiversity with species accumulation curves: Inventories of small reptiles by pit-trapping in Western Australia, Austral Ecology 28: 361-383,
- 2003 – Systematics of the lizard family Pygopodidae with implications for the diversification of Australian temperate biotas, Systematic Biology 52: 757-780,
- 2004 – Historical patterns in lizard ecology: what teiids can tell us about lacertids, W  V. Perez-Mellado, N. Riera i A Perera (eds.) The Biology of Lacertids. Evolutionary and Ecological Perspectives, Institut Menorqui d'Estudis. Recerca 8: 139-157,
- 2004 – Varanoid Lizards of the World, Indiana University Press,
- 2005 – Ecology's Legacy from Robert MacArthur, Chapter 11 (pp. 213–232) w K. Cuddington i B. Biesner, eds. „Ecological Paradigms Lost: Theory Change”, Academic Press,
- 2005 – Integrative biology of sticky feet in geckos, BioEssays 27: 647-652,
- 2005 – Deep history impacts present day ecology and biodiversity, Proc. Nat. Acad. Sci. 102: 7877-7881,
- 2006 – The Scaly Ones. Natural History, July/August 2006, vol. 115: 28-35.

## Nagrody i wyróżnienia

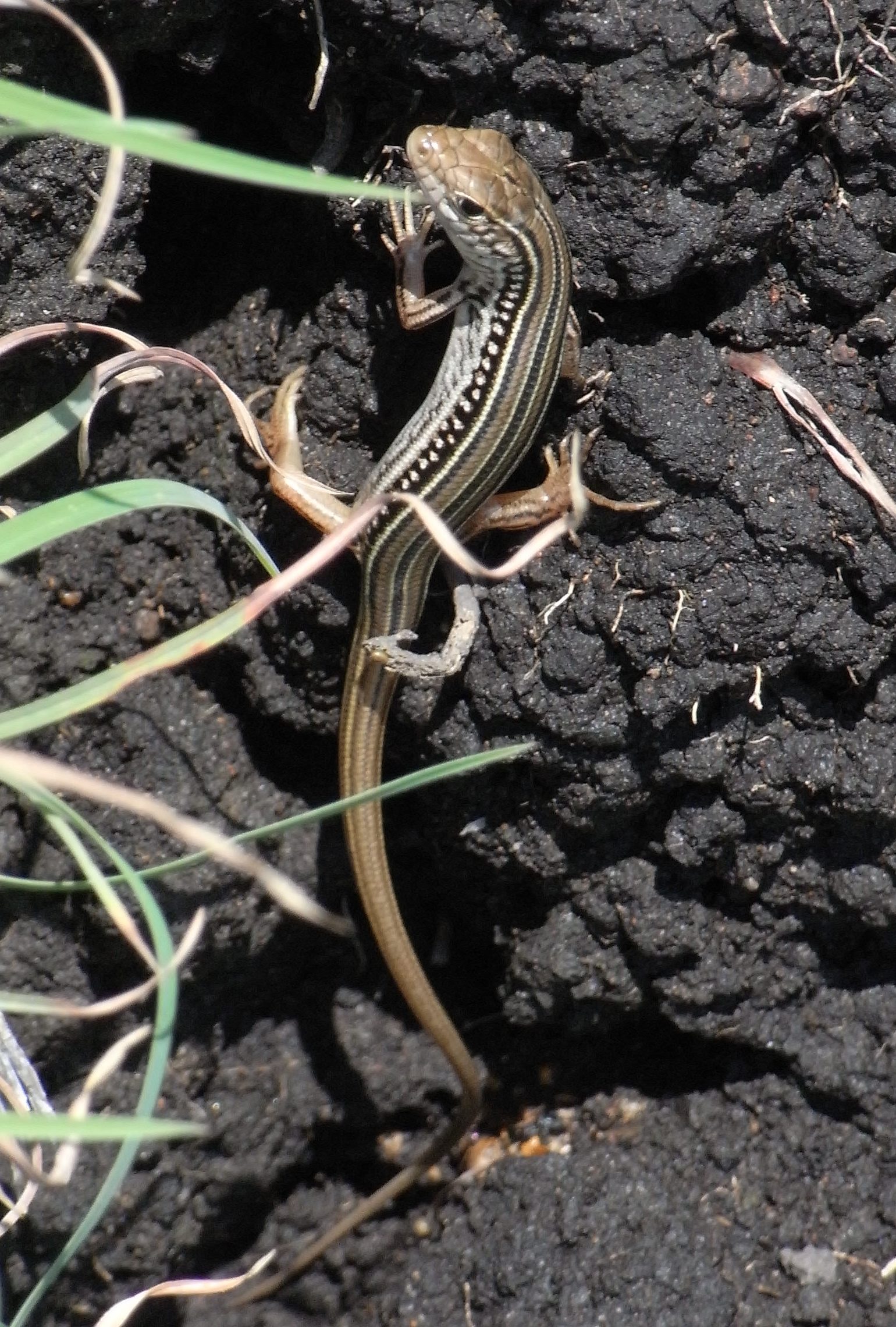
Ctenotus robustus, jeden z przedstawicieli jaszczurek (ang. Lizards), które zafascynowały Erica Piankę, nazywanego „The Lizard Man”

Eric Pianka został uhonorowany licznymi tytułami, nagrodami i innymi wyróżnieniami; od jego nazwiska pochodzą nazwy m.in.  jaszczurki Ctenotus piankai Storr, 1968, tasiemca Oochoristica piankai Bursey, Goldberg et Woolery 1996 czy nicienia Skrjabinodon piankai Bursey et Goldberg 1999. Poniższy wykaz wyróżnień jest wyborem dokonanym przez E. Piankę:

- 1978 – Guggenheim Fellow,
- 1981 – Fellow, American Association for the Advancement of Science,
- 1986 – Denton A. Cooley Centennial Professorship in Zoology, 1986--(for life)
- 1990 – Fulbright Senior Research Scholar, Australia,
- 1998 i 2003 – Dean's Fellow, Fall Semesters,
- 1999 – Teaching Excellence Award, College of Natural Sciences,
- 2001 – Big XII Faculty Fellowship,
- 2004 – Best non-fiction book, Oklahoma Center for the Book,
- 2004 – Distinguished Herpetologist, Herpetologists' League,
- 2004 – Featured in a 2004 Russian book "Faces of Ecology" by G.C. Rosenberg along with many famous ecologists
- 2005 – Grand Prize, Ninth Annual UT Coop Robert W. Hamilton Book Awards,
- 2006 – Distinguished Scientist, Texas Academy of Science,
- Inaugural Address for Ecology, Evolution and Behavior program, Texas A&M University,
- Lawrence Slobodkin Lecture in Evolution, State University of New York, Stony Brook.